# Marquesaskejsarduva
Marquesaskejsarduva (Ducula galeata) är en starkt utrotningshotad fågel i familjen duvor som förekommer på en enda ö i östra Stilla havet.

## Utseende och läten
Marquesaskejsarduvan är en mycket stor (55 cm), bredvingad duva med förstorad och tillplattad vaxhud som gör att näbben ser anklik ut på håll. Fjäderdräkten är mestadels mörkt skiffergrå med bronsgrön anstrykning ovan. Undre stjärttäckarna är rost- eller kastanjebruna. Ögonen är vita. Lätet beskrivs i engelsk litteratur som ett djupt "waah-waah", likt en råmande ko.

## Utbredning och systematik
Fågeln förekommer idag endast i ögruppen Marquesasöarna. Fram till 2000 var den endast känd från ön Nuku Hiva, där begränsad till dalar på västra och norra delen av ön, även om några observationer nyligen gjorts på södra delen av ön och även nära bebyggelse. Tidigare hade den ett större utbredningsområde, med ett fynd från slutet av 1700-talet finns från Tahiti och fossila fynd som visar att den förekom på ytterligare fyra öar i Sällskaps- och Marquesasöarna samt också i södra Cooköarna och på Henderson Island, även om framför allt förekomsten på den senare istället kan utgöras av en annan art. År 2000 började ett projekt att etablera ytterligare en population genom att flytta individer från Nuku Hiva till ön Ua Huka.

## Status och hot
Marquesaskejsarduvan är en mycket fåtalig art, med en världspopulation som uppskattas till färre än 250 vuxna individer. Arten ökar dock i antal följd av bevarandearbete på Nuku Hiva och omplacering av fåglar till Ua Huka. Internationella naturvårdsunionen IUCN kategoriserar arten som starkt hotad.